# Iglesia de San Juan (Mieres)
La iglesia de San Juan Bautista es el templo parroquial de la villa de Mieres del Camino, en el municipio asturiano de Mieres.

## Historia
La iglesia de San Juan original se encontraba en el núcleo de La Guareña hasta que una riada asoló el templo en 1670. Tras esto se construyó un nuevo templo románico que estuvo en el actual emplazamiento de la parroquia en el barrio de La Pasera, hasta su derribo en 1927. Cerca de este lugar aún se encuentra el cementerio municipal de Mieres. Un miembro de la familia Rodríguez-San Pedro encontró entre los escombros restos de la portada románica a punto de perderse (perteneciente al primitivo templo de La Guareña) y la llevó a Gijón, donde se conserva en el Palacio de los Condes Rodríguez Sampedro. La festividad de San Juan se celebra cada 24 de junio.

## Arquitectura
La iglesia, de imponentes dimensiones, fue construida en estilo neobarroco, con influencia herreriana. Consta de tres naves y en la fachada se abre un frontón neoclásico. La fachada de los pies está flanqueada por dos esbeltas torres rematadas con chapiteles bulbosos. El interior alberga un retablo de imaginería donado por el ilustre local Félix Granda Buylla.